# 로에스페호
로에스페호(스페인어: Lo Espejo)는 칠레 산티아고 수도주 산티아고 현의 코무나이다.